# OFK Kosanica Kuršumlija
OFK Kosanica srbijanski je nogometni klub iz Kuršumlije, Toplički okrug. Trenutačno se natječe u Topličkoj okružnoj ligi, petom rangu nacionalnog ligaškog sustava.
Do 2016. godine bio je poznat kao FK Kosanica.

## O klubu
Klub su osnovali 1928. godine mladi i studenti. Od 1945. godine klub nosi naziv Kaćuša, a stari naziv "Kosanica" vraćen mu je 1953. godine na skupštini u hotelu Evropa.
U sezoni 1965./66. Kosanica je osvojila prvo mjesto u podsavezu i tako se plasirala u Međuregionalnu ligu Niš – Pirot – Leskovac. Međutim, Niški nogometni podsavez vraća Kosanicu u niži rang zbog neprikladnog terena. Sljedećih nekoliko godina Kosanica je igrala s prekidima i ponovno se vratila u međuregionalnu ligu.
Kosanica se u sezoni 1974./75. plasirala u Nišku zonu, ali je već u drugoj sezoni ispala. Ponovno se vraća u Nišku zonu u sezoni 1978./79., ali ubrzo ponovno ispada. Te 1979. godine Kosanica je, osim plasmana u viši rang, dobila i stadion na kojem je odigrala prvu utakmicu s Crvenom zvezdom koju je vodio Vladimir Petrović "Pižon".
Klub se tijekom 1990-ih uglavnom kretao između četvrtog i trećeg ranga. U sezoni 2003./04. Kosanica je osvojila prvo mjesto u Srpskoj ligi Istok i plasirala se u Drugu ligu SCG, što je najveći uspjeh kluba u ligaškim natjecanjima. U Drugoj ligi – skupina Srbija, klub se zadržao samo jednu sezonu, 2004./05., jer je sezonu završio na pretposljednjem devetnaestom mjestu.
Nakon ispadanja iz Druge lige, Kosanica se još dvije sezone natjecala u Srpskoj ligi Istok, prije ispadanja u Nišku zonu. Posrtanje kluba nastavilo se i nakon ispadanja u Nišku zonu, pa je Kosanica nakon samo jedne sezone u zonskom rangu ispala u niži rang, Okružnu ligu. U okružnoj ligi Kosanica u sezoni 2010./11. kao prvak vraća se u Nišku zonu nakon tri sezone, ali se tu zadržala samo jednu sezonu i ponovno ispala u okružnu ligu.

## Prvenstva
| Sezona    | Razred | Liga                  | Broj momčadi | Mjesto | Izvor |
| --------- | ------ | --------------------- | ------------ | ------ | ----- |
| 2001./02. | III.   | Srpska liga Niš       | 18           | 10.    |       |
| 2002./03. | III.   | Srpska liga Niš       | 18           | 4.     |       |
| 2003./04. | III.   | Srpska liga Istok     | 18           | 1.     |       |
| 2004./05. | II.    | Prva liga Srbije      | 20           | 19.    |       |
| 2005./06. | III.   | Srpska liga Istok     | 18           | 14.    |       |
| 2006./07. | III.   | Srpska liga Istok     | 18           | 18.    |       |
| 2007./08. | IV.    | Niška zona            | 18           | 17.    |       |
| 2008./09. |        |                       |              |        |       |
| 2009./10. |        |                       |              |        |       |
| 2010./11. | V.     | Toplička okružna liga | 14           | 1.     |       |
| 2011./12. | IV.    | Niška zona            | 16           | 14.    |       |
| 2012./13. | V.     | Toplička okružna liga | 14           | 2.     |       |
| 2013./14. | V.     | Toplička okružna liga | 14           | 1.     |       |
| 2014./15. | IV.    | Zona Zapad            | 15           | 3.     |       |
| 2015./16. | IV.    | Zona Zapad            | 16           | 2.     |       |
| 2016./17. | IV.    | Zona Zapad            | 16           | 7.     |       |
| 2017./18. | IV.    | Zona Zapad            | 16           | 7.     |       |
| 2018./19. | IV.    | Zona Zapad            | 16           | 1.     |       |
| 2019./20. | IV.    | Zona Jug              | 17           | 6.     |       |
| 2020./21. | IV.    | Zona Jug              | 15           | 12.    |       |
| 2021./22. | V.     | Toplička okružna liga | 10           | 1.     |       |
| 2022./23. | IV.    | Zona Jug              | 15           | 8.     |       |
| 2023./24. | IV.    | Zona Jug              | 18           | 12.    |       |
| 2024./25. | V.     | Toplička okružna liga | 9            |        |       |

## Vanjske poveznice
- Profil na srbijasport.net